# Matamata
La matamata (Chelus fimbriatus) és una tortuga de la família Chelidae originària de Sud-amèrica. És l'única espècie del gènere Chelus.